# Jocko Willink
John Gretton Willink Jr., detto Jocko (Torrington, 8 settembre 1971), è uno scrittore ed ex ufficiale statunitense, che ha prestato servizio nei Navy SEAL.
Durante la sua carriera, Willink viene inviato diverse volte in missione durante la guerra in Iraq, dove comandò la Task Unit Bruiser del SEAL Team 3, l'unità che combatté nella battaglia contro gli insorti iracheni a Ramadi. Willink è stato decorato con la Silver Star e la Bronze Star Medal per il suo servizio. Si è congedato con il grado di Capitano di corvetta.
Willink è coautore dei libri Extreme Ownership e The Dichotomy of Leadership (con il collega ex SEAL Leif Babin) e ha co-fondato la società di consulenza gestionale Echelon Front, LLC. Willink ospita un podcast settimanale con Echo Charles, praticante di jiu-jitsu brasiliano, chiamato Jocko Podcast . Possiede una laurea in inglese ottenuta presso l'Università di San Diego.